# Pleva

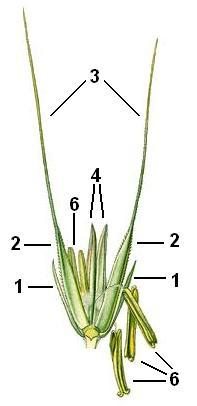
Příklad dvoukvětého klásku trav: 1 – plevy, 2 – pluchy, 3 – osiny, 4 – plušky, 6 – tyčinky

Pleva (lat. gluma) je termín používaný hlavně pro blanitý listen v květenství trav (tedy rostlin z čeledi lipnicovité – Poaceae), z jehož paždí vyrůstá klásek. Ve většině případů jsou na bázi klásku plevy dvě, jen výjimečně jiný počet nebo plevy zcela chybí či jsou zakrnělé. Tvar, barva a další vlastnosti plev jsou jedním z důležitých znaků při určování trav. Plevy jsou uspořádány střídavě (i když blízko sebe, proto se na první pohled mohou zdát vstřícně uspořádané), a tak rozlišujeme dolní plevu a horní plevu. Dolní pleva a horní pleva mohou být přibližně stejné nebo mírně či výrazně rozdílné. Plevy jsou někdy jednožilné, jindy nevýrazně vícežilné či zřetelně vícežilné. Pokud jsou plevy rozdílné, může mít horní pleva jiný počet žilek než dolní pleva, což také bývá znak důležitý pro určování trav. Střední žilka plevy může být někdy protažena v osinu, i když je tento jev méně častý než u pluch. Nad plevami pokračuje vřeteno klásku s jednotlivými květy či květem (v případě jednokvětého klásku).
Termín pleva se ovšem používá i pro blanitý listen rostlin čeledi šáchorovité (Cyperaceae). U šáchorovitých však nenajdeme pluchy ani plušky. Termín pleva zde označuje blanitý listen podpírající květ, či blanité listeny na bázi klásku, za kterými květ chybí či je sterilní. U rodu ostřice (Carex) se termín pleva používá pro listen podpírající mošničku i pro listen, který mošničku obaluje. Mošnička je vlastně nažka obalená plevou. V některé literatuře jsou však tyto plevy označovány obecnějším termínem listen.

## Plevy v potravinách
Při výrobě potravin z obilí se plevy považují za nežádoucí příměs, a proto jsou obilky plev zbavovány. (Odtud pochází frazém „oddělit zrno od plev“, tzn. oddělit dobré od špatného.) Celozrnné výrobky jsou pečivo vyrobené z mouky, do které bylo semleto celé zrno bez plev, ale včetně klíčku a otrub.